# Brzeźnio (gemeente)
De gemeente Brzeźnio is een landgemeente in het Poolse woiwodschap Łódź, in powiat Sieradzki.
De zetel van de gemeente is in Brzeźnio.
Op 30 juni 2004 telde de gemeente 6377 inwoners.

## Oppervlakte gegevens
In 2002 bedroeg de totale oppervlakte van gemeente Brzeźnio 128,73 km², waarvan:
- agrarisch gebied: 70%
- bossen: 23%

De gemeente beslaat 8,63% van de totale oppervlakte van de powiat.

## Demografie
Stand op 30 juni 2004:
| Omschrijving                   | Totaal | Totaal | Vrouwen | Vrouwen | Mannen | Mannen |
| ------------------------------ | ------ | ------ | ------- | ------- | ------ | ------ |
| eenheid                        | aantal | %      | aantal  | %       | aantal | %      |
| inwoners                       | 6377   | 100    | 3174    | 49,8    | 3203   | 50,2   |
| bevolkingsdichtheid (inw./km²) | 49,5   | 49,5   | 24,7    | 24,7    | 24,9   | 24,9   |

In 2002 bedroeg het gemiddelde inkomen per inwoner 1330,35 zł.

## Plaatsen
Barczew, Borowiska, Bronisławów, Brzeźnio, Dębołęka, Gęsina, Gozdy, Kliczków-Kolonia, Kliczków Mały, Kliczków Wielki, Krzaki, Lipno, Nowa Wieś, Ostrów, Podcabaje, Próba, Pustelnik, Pyszków, Rembów, Ruszków, Rybnik, Rydzew, Stefanów Barczewski Drugi, Stefanów Barczewski Pierwszy, Stefanów Ruszkowski, Wierzbowa, Wola Brzeźniowska, Zapole, Złotowizna.

## Aangrenzende gemeenten
Brąszewice, Burzenin, Sieradz, Wróblew, Złoczew